# 帕纳帕卡姆
帕纳帕卡姆（Panapakkam），是印度泰米尔纳德邦Vellore县的一个城镇。总人口10142（2001年）。

## 人口
该地2001年总人口10142人，其中男性4992人，女性5150人；0—6岁人口1209人，其中男612人，女597人；识字率65.73%，其中男性为74.98%，女性为56.76%。